# 隼站

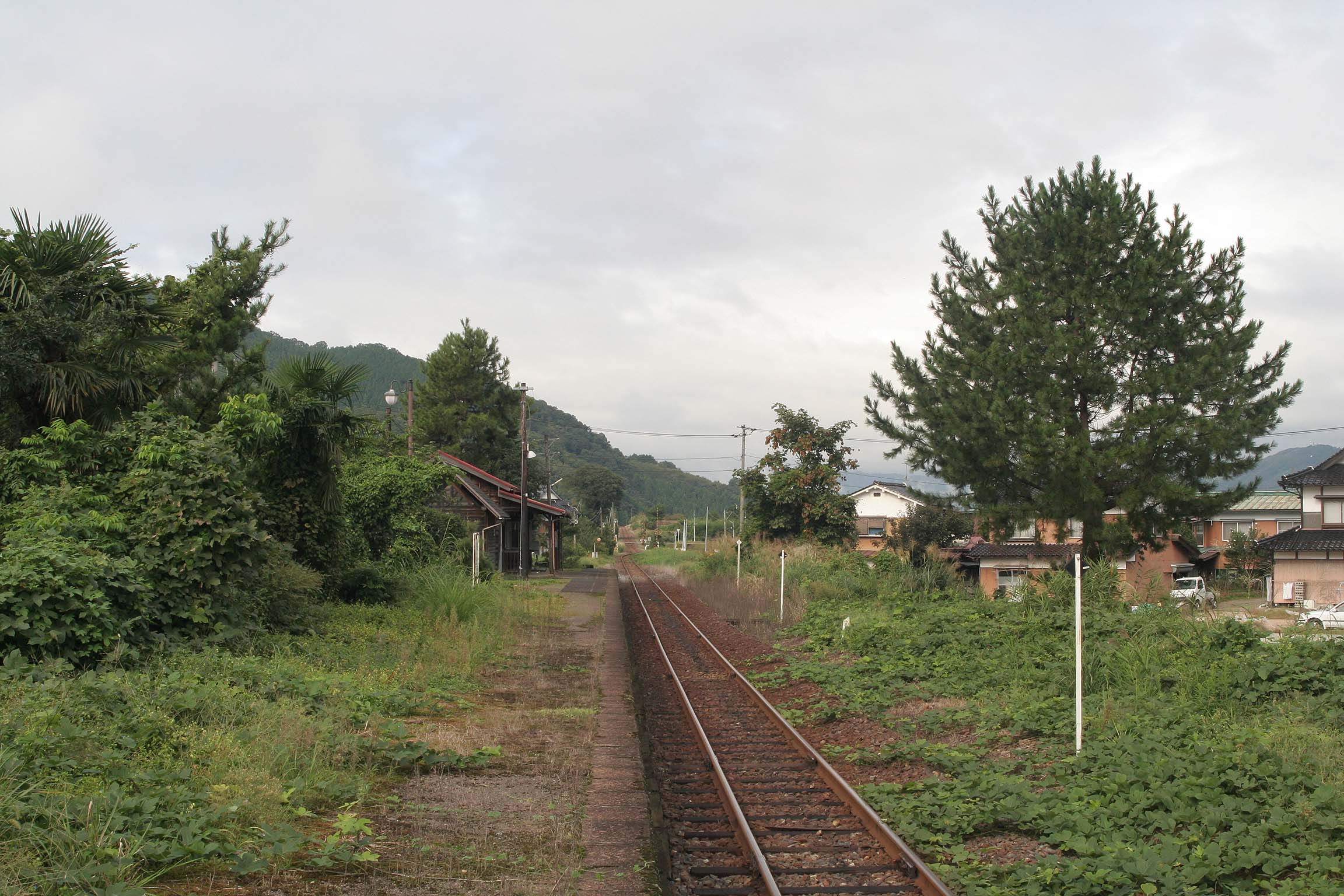
月台（2007年10月）

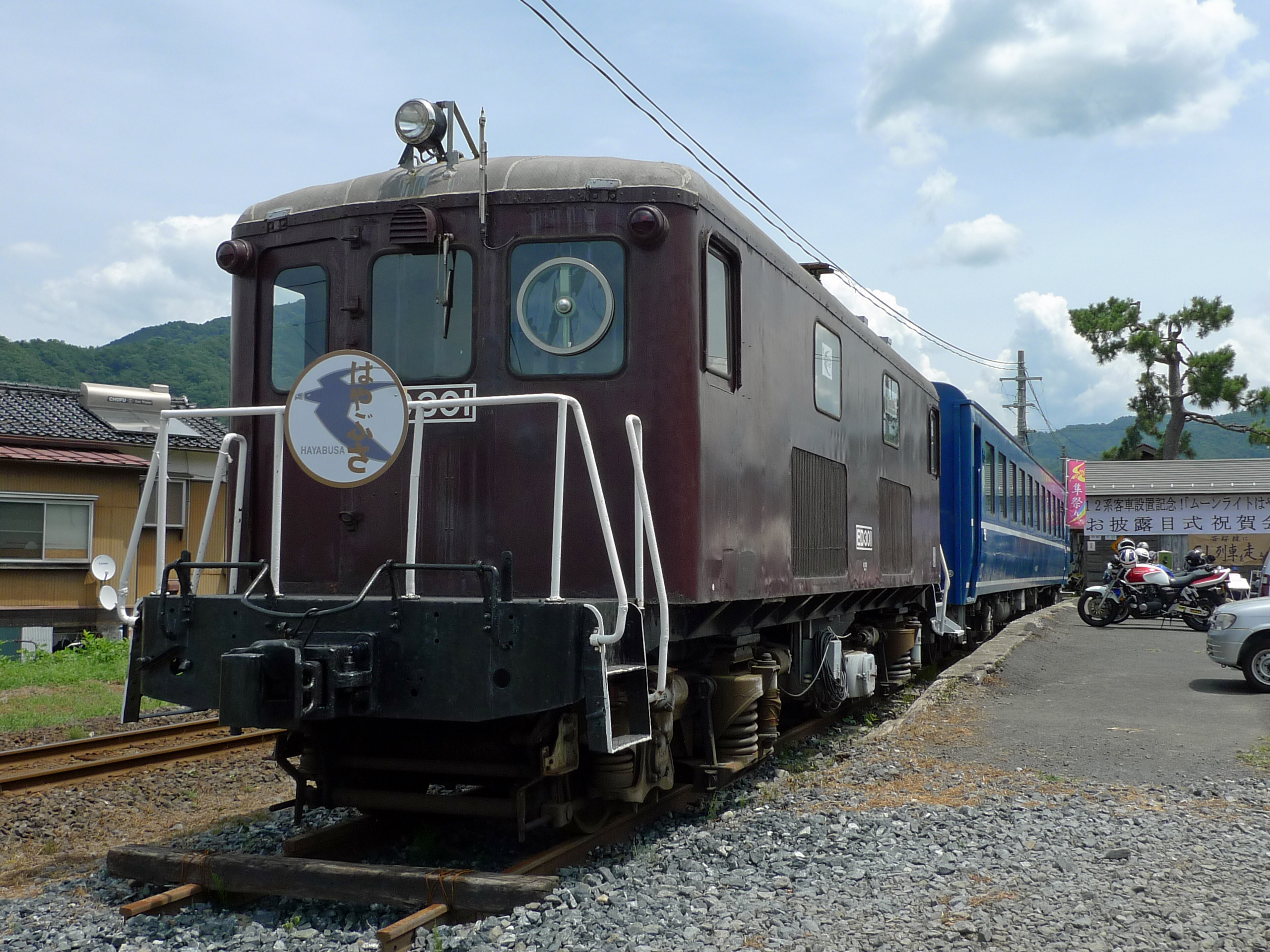
在隼祭舉行日首次露面的北陸鐵道ED301
（2011年8月）

隼站（日语：／ Hayabusa eki */?）是位於鳥取縣八頭郡八頭町見槻中，屬於若櫻鐵道若櫻線的車站。

## 歷史
- 1930年（昭和5年）
  - 1月20日 - 鐵道省若櫻線郡家站至此站之間開通，此站啟用[1]。當初為終點站[1]。當時為旅客和貨運車站。
    - 當時車站地址為鳥取縣八頭郡隼村見槻中字立繩。

  - 12月1日 - 若櫻線延伸至若櫻站，此站成為中途車站[1]。
- 1952年（昭和27年）11月3日 - 隨著船岡町（第二次）成立，車站地址變為鳥取縣八頭郡船岡町見槻中字立繩。
- 日期不詳（1971年7月前） - 結束貨物業務，貨物側線撤走[2] 。
- 1987年（昭和62年）
  - 4月1日 - 伴隨國鐵分割民營化，車站由西日本旅客鐵道（JR西日本）營運。
  - 10月14日 - 若櫻線由若櫻鐵道繼承[1][3]。
- 2005年（平成17年）3月31日 - 隨著八頭町成立，車站地址變為鳥取縣八頭郡八頭町見槻中字立繩。
- 2008年（平成20年）7月23日 - 登錄成為有形文化財[4]。
- 2012年（平成24年）8月5日 - 車站與韓國韓國鐵道公社的池灘站結為姊妹車站[5]。

## 車站構造
本站是設有1面1線單式月台的地面車站，前往若櫻方向的列車會開啟右邊車門。廁所位於檢票口外，為男女共用濕廁。本站的站房和月台建於1929年（昭和4年），並在2008年（平成20年）登錄為國家登錄有形文化財。
本站是無人車站，但是委托站前的商店發售車票，因此也可視為簡易委託車站。車站事務室部分位於商店內。

## 使用狀況
以下為近年一日平均上下車人次列表：
| 上下車人次變化 | 上下車人次變化 |
| 年度           | 1日平均人次    |
| -------------- | -------------- |
| 2011年         | 29             |
| 2012年         | 28             |
| 2013年         | 38             |
| 2014年         | 35             |
| 2015年         | 38             |
| 2016年         | 42             |
| 2017年         | 48             |
| 2018年         | 45             |

## 車站周邊
- 國道482號（日语：国道482号）
- 鳥取縣道302號大坪隼停車場線（日语：鳥取県道302号大坪隼停車場線）
- 八頭町立隼小學（日语：八頭町立隼小学校）[7]

## 活動

### 隼站節
2009年起，在毎年8月8日舉行活動。活動主辨方為當地志願人士組成的「隼站守護會」。全國的電單車手和鐵路迷會前往此處參與活動，在活動中販賣當地特產和表演傳統藝能。每次電單車製造商鈴木都會贊助活動，在活動中販賣商品。
在這個契機下，電單車雜諾《Mr. Bike月刊》的2008年8月6日發售號的標題為「8月8日隼之日」，號召鈴木的大型電單車「鈴木GSX1300R隼」之車手召集前往隼站。在發售兩日後之活動當日有7位單車手聚集。自此隼站成為了隼電單車的聖地。
附近為居民在比較粗糙的站前迎接旅遊人士。另外若櫻鉄道受到鈴木的協助，在車站張貼了隼的海報。在町的建議下，在2009年3月成立了「隼站守護會」。
- 在2009年8月8日舉行了第1屆「8・8隼站節」。聚集了250位電單車手[7]。前賽車手北川圭一（日语：北川圭一）也帶同愛車前往會場[9]。
- 在2010年8月8日舉行了第2屆「8・8隼站節」。會場為車站附近的隼小學，聚集了超過600位電單車手[4]。會場內安排了試騎鈴木電單車活動，北川圭一也有參加[10]。
- 後來在2011年8月7日舉行了第3屆，為了對應眾多參加人士，會場遷移至町內的竹林公園，聚集了超過300位電單車手[11][12]。
- 在2012年8月5日舉行第4屆，有500位電單車手參與[13]
- 在2013年8月11日舉行第5屆，有700位電單車手參與[14]
- 在2015年8月9日舉行第7屆，有1200位電單車手參與[15]。

### 其他
- 在2010年4月，車站大樓內的商店「把委驅」開業，商店內售賣隼站的鐵路紀念品，受鈴木認受的「隼」商品，以及「聖地巡禮之証」商品[4]。也設置了專用紀念印章[7]。
  - 商店原則上於星期六和日營業[4]。在冬季暫停營業。部分商品也可在若櫻站購買。
- 在2010年11月25日，月台旁的引込線上停泊了轉讓自北陸鐵道的電力機車（ED301（日语：北陸鉄道ED30形電気機関車）），以用作騎士屋（日语：ライダーハウス）之用[16]。後來在2011年1月16日舉行了揭幕活動[17][18]。
- 在2011年7月7日，一架來自JR四國高知運輸所（日语：高知運転所）的ORo12 6（日语：国鉄12系客車）遷入至站內並與上述機車連結。於第3屆隼站節前日的8月6日舉行揭幕會[19]。該客車原本用於夜行列車「月光松山」和「月光高知」。在遷入後，該客車被命名為「月光隼」[19][20]。車內同樣使用為騎士屋（日语：ライダーハウス）[19]。遷入後只進行了簡單改裝，包括拆除座椅、鋪設地毯和畫分5個區間後便投入服務。
  - 當初的客車是計劃取自來自JR九州的臥鋪特急「隼」，後來改變計劃，改為取自JR四國的車輛。
- 在2016年3月20日開設了「隼包裝列車」。在此站至八東站之間，列車與電單車並行。這是日本首次有大型電單車與包裝廣告並行的企劃[21][22]。

## 相鄰車站
若櫻鐵道
若櫻線
因幡船岡－隼－安部

## 注腳
1. 1 2 3 4 5  . 朝日新聞（東京夕刊） (朝日新聞社). 2010-01-13: 28（大阪地方版／鳥取） （日语）.
2. ↑  《シーナリィガイド》河田耕一，機藝出版社，1974年，p.180-188「若櫻線」（實際資料來源為《鉄道模型趣味》No.277、278，1971年7、8月號掲載）
3. ↑  . NHK新聞 (NHK全球媒體服務). 1987-10-14.
4. 1 2 3 4 5 6 7 8 9 10  . 朝日新聞（東京夕刊） (朝日新聞社). 2012-06-12: 5（夕刊ｂｅ火曜３面）  [2016-04-17]. （原始内容存档于2021-10-26） （日语）.
5. ↑  우은식. “코레일, 지탄역 - 일(日) 하야부사 역과 무인역 자매결연 （页面存档备份，存于）”, 《뉴시스》
6. ↑  国土数値情報　駅別乗降客数データ  （页面存档备份，存于）（日語） - 國土交通省，2021年3月10日參閲
7. 1 2 3 4  . 朝日新聞 (朝日新聞社). 2010-05-12: 27（大阪地方版／鳥取） （日语）.
8. ↑  . 讀賣新聞 (讀賣新聞社). 2011-05-16: 28（大阪朝刊） （日语）.
9. ↑  第1回隼駅まつり｜スズキ　バイク （页面存档备份，存于）（日語）
10. ↑  第2回隼駅まつり （页面存档备份，存于）（日語）
11. ↑  Web Mr. Bike｜第3回隼駅まつり （页面存档备份，存于）（日語）
12. ↑  . 朝日新聞 (朝日新聞社). 2011-08-08: 27（大阪地方版／鳥取） （日语）.
13. ↑  ありがとうございました！ （页面存档备份，存于）（日語）
14. ↑  隼駅祭り記事掲載 （页面存档备份，存于）（日語）
15. ↑  . 過去最高！全国から1,200台集結。. 鈴木.   [2016-04-17]. （原始内容存档于2021-10-05） （日语）.
16. ↑  . 毎日新聞 (毎日新聞社). 2010-11-26: 25（地方版／鳥取） （日语）.
17. ↑  隼駅に新しい車両が入りました （页面存档备份，存于）（日語）
18. ↑  . 毎日新聞 (毎日新聞社). 2011-01-26: 25（地方版／鳥取） （日语）.
19. 1 2 3  . 讀賣新聞 (讀賣新聞社). 2011-08-07: 33（大阪朝刊） （日语）.
20. ↑  第3回隼駅祭り＆客車お披露目会のご案内 （页面存档备份，存于）（日語）
21. ↑  【日本初!】鉄道車両に大型バイクのラッピング （页面存档备份，存于）（日語）
22. ↑  . Response.（日语：Response.） (株式会社イード). 2016-03-21  [2016-04-17]. （原始内容存档于2021-10-04） （日语）.

## 外部連結
- 沿線各站情報 - 若櫻鐵道株式會社 （页面存档备份，存于）（日語）
- 隼站守護會 （页面存档备份，存于）（日語）